# Гімантолоф
Гімантолоф (Himantolophus) — рід вудильникоподібних риб родини Himantolophidae.
Рід поширений у всіх океанах на глибинах від поверхні до 3000 м.

## Опис
Досить велика риба: самиця сягає до 61 см завдовжки, самець — максимально лише 5 см. Тіло майже сферичне, шкіра всіяна колючками. На морді розміщене товсте вудилище з масивною приманкою (ескою). Спинний, анальний та хвостовий плавці з прямими короткими променями. Забарвлення від темно-коричневого до чорного. Еска світиться білим кольором.

## Спосіб життя
Живиться багатьма видами риби. Дорослі риби живуть на глибини 100-300 м, молодь ловиться від поверхні води до глибини 3000 м.

## Класифікація
Рід містить 21 вид: 
- Himantolophus albinares Maul, 1961
- Himantolophus appelii F. E. Clarke, 1878
- Himantolophus azurlucens Beebe & Crane, 1947
- Himantolophus borealis Kharin, 1984
- Himantolophus brevirostris Regan, 1925
- Himantolophus compressus Osório, 1912
- Himantolophus cornifer Bertelsen & G. Krefft, 1988
- Himantolophus crinitus Bertelsen & G. Krefft, 1988
- Himantolophus danae Regan & Trewavas, 1932
- Himantolophus groenlandicus J. C. H. Reinhardt, 1837 (Atlantic footballfish)
- Himantolophus litoceras A. L. Stewart & Pietsch, 2010
- Himantolophus macroceras Bertelsen & G. Krefft, 1988
- Himantolophus macroceratoides Bertelsen & G. Krefft, 1988
- Himantolophus mauli Bertelsen & G. Krefft, 1988
- Himantolophus melanolophus Bertelsen & G. Krefft, 1988
- Himantolophus multifurcatus Bertelsen & G. Krefft, 1988
- Himantolophus nigricornis Bertelsen & G. Krefft, 1988
- Himantolophus paucifilosus Bertelsen & G. Krefft, 1988
- Himantolophus pseudalbinares Bertelsen & G. Krefft, 1988
- Himantolophus sagamius S. Tanaka (I), 1918 (Pacific footballfish)
- Himantolophus stewarti Pietsch & Kenaley, 2011